# Даміано Давід
Даміано Давід (італ. Damiano David, нар. 8 січня 1999, Рим, Італія) — головний вокаліст італійської рок-гурту Måneskin, який переміг на Євробаченні-2021 з піснею «Zitti e buoni».
У 2017 році група з Даміано посіла друге місце в одинадцятому сезоні італійського шоу талантів The X Factor, а в 2021 році перемогла на 71-му Фестивалі в Сан-Ремо — італійському національному відборі та за'їняла перше місце на  Євробачення-2021.

## Біографія
У 2014 році у віці 15 років кинув навчання в римському ліцеї імені Джона Кеннеді для того, щоб займатися тільки музикою; до цього часу вже заснував групу Måneskin разом з басисткою Вікторією Де Анджеліс, гітаристом Томасом Раджі і барабанщиком Ітаном Торкіо.
Він познайомився з Вікторією Де Анджеліс та Томасом Раджі, його майбутніми учасниками групи з Måneskin, у часи середньої школи. Навчався в licese linguistico Eugenio Montale в Римі, але не закінчив середню школу і натомість присвятив себе музичній кар'єрі.

## Особисте життя
На тлі численних чуток щодо особистого життя Даміано у 2021 році він оголосив про те, що вже чотири роки зустрічається з Джорджією Солері. Даміано офіційно оголосив про розрив відносин 8 червня 2023 року, після того як у мережі з'явилося відео, де артист на вечірці у клубі Formentera цілується з іншою дівчиною, італійською моделлю, подругою членів гурту Мартіною Тальєнті. За словами Даміано, вони з Джорджією розійшлися за декілька днів до цього, зрад у їхніх стосунках не було, і не це стало причиною розриву. Джорджія підтвердила інформацію про розставання 9 червня 2023 року та розповіла, що стосунки у пари ніколи не були моногамними, вони розійшлися мирно, за згодою і мали оголосити про розставання саме 9 червня.
Наразі знаходиться у стосунках із відомою американською акторкою та співачкою Дав Камерон. Романтичні стосунки їм приписували ще у листопаді 2023 року, коли Дав була на концерті Måneskin у Бразилії.  Вперше актрису побачили на концерті італійського рок-гурту в Madison Square Garden у Нью-Йорку ще у вересні 2023 року, але тоді жодних пліток про роман не виникало.  Пізніше у жовтні з'явилися повідомлення, що Дав та Даміано помітили на одній із вечірок, де вони цілувалися. Згодом, вони почали з'являтися разом публічно.

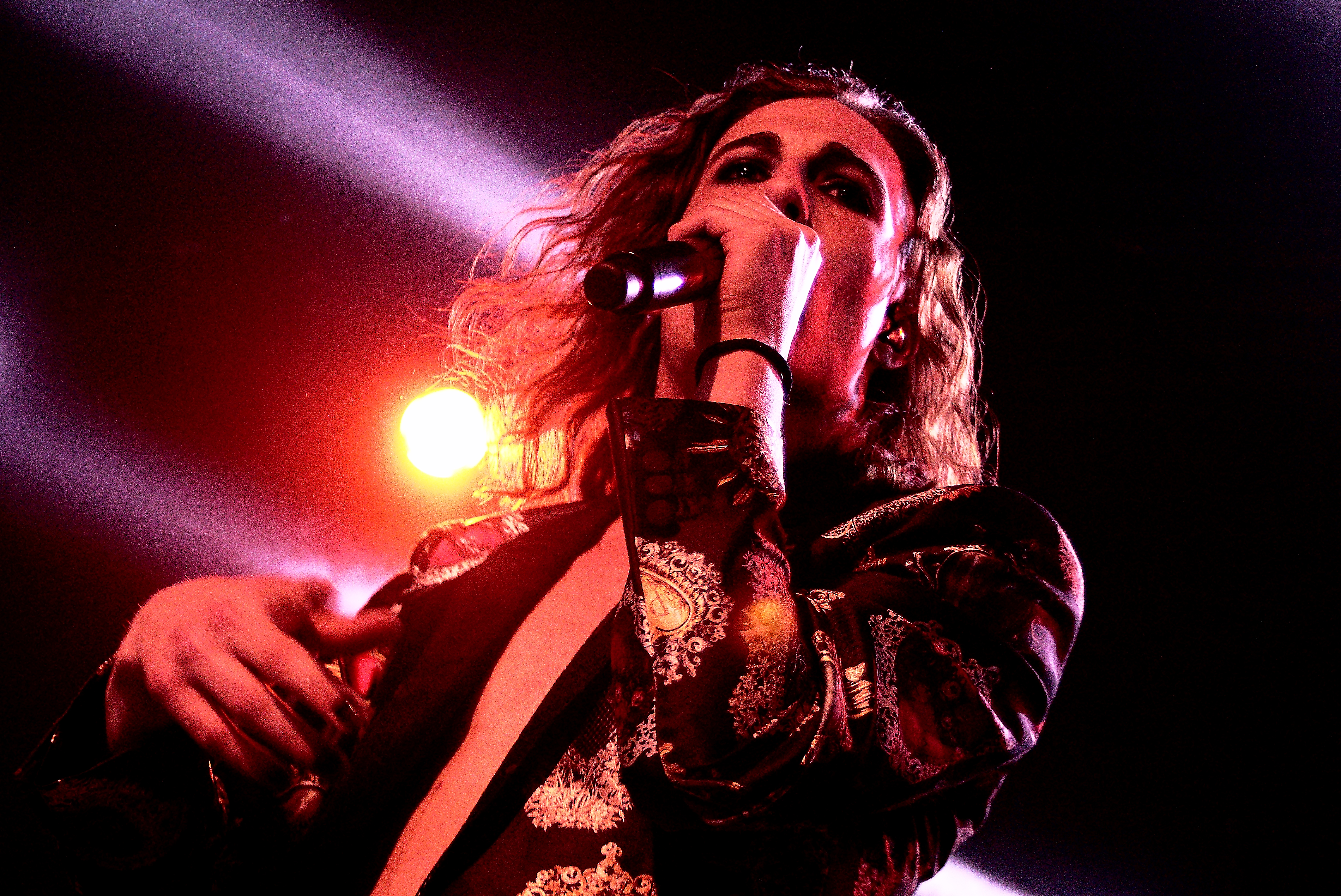
Даміано на концерті Måneskin 8 квітня 2018 року

## Інциденти
На пресконференції за підсумками перемоги гурту «Måneskin» на «Євробаченні-2021» журналіст спитав Даміано, чи вживав він кокаїн під час оголошення результатів шоу. Даміано запевнив, що не вживає наркотики і готовий пройти тестування.
23 травня 2021 року організатори «Євробачення» розмістили на офіційному сайті конкурсу заяву:
|  | Ми інформовані про чутки навколо відеокліпу за участю італійських переможців конкурсу «Євробачення», знятого вчора ввечері в Зеленій кімнаті. Гурт рішуче спростував звинувачення у вживанні наркотиків, а зазначений співак пройде добровільний тест на наркотики після прибуття додому. Вони просили про це вчора ввечері, але ЄМС не змогла негайно це організувати. Група, їх керівництво і глава делегації повідомили нам, що в Зеленій кімнаті не було наркотиків, і пояснили, що у їхнього столу був розбитий стакан і його очищав співак. ЄМС може підтвердити, що розбите скло було знайдено після перевірки на місці. Ми все ще уважно вивчаємо відзнятий матеріал і згодом оновимо додаткову інформацію. |

Наступного дня ЄМС заявила про проведення «ретельної перевірки фактів, включаючи перевірку всіх наявних відеоматеріалів» і добровільне проходження 24 травня Даміано тесту на наркотики, який дав негативний результат, а також про те, що «жодного вживання наркотиків в зеленій кімнаті не було» і ЄМС «вважає це питання закритим».

## Даміано Давід і Україна
На концерті у Римі, де була присутня Анжеліна Джолі та її донька, він сказав «F*ck Putin» та присвятив України пісню "Gasoline".
Наступний інцидент був у Бостоні він пройшовся не навмисно по українському прапорі. Але одразу вибачився піднявши прапор.
У 2023 році зустрівся з українським фанатом, який подарував йому українські монети.